# Luis Feliu Ortega
Luis Feliu Ortega (Saragossa, 31 de desembre de 1939) és un militar espanyol que fou General Cap de la Força de Maniobra de l'Exèrcit de Terra, càrrec que ocupa el buit deixat pel Capità general de València.
Membre del Cos d'Enginyers, ha estat destinat a l'Escola Militar de Muntanya a Jaca, a l'Escola d'Estat Major; al Regiment de Transmissions Tàctiques, i a la Divisió d'Intel·ligència de l'Estat Major. Assolí el grau de general de brigada en 1993 i fou destinat a Bòsnia i Hercegovina, on el juny del mateix any va substituir Delmiro Prado com a segon cap militar de la UNPROFOR fins final d'any. En 1994 fou nomenat Cap de la Divisió de Comunicacions i Sistema d'Informació de l'Estat Major Internacional de l'OTAN.
En novembre de 1998 fou ascendit a tinent general i nomenat General Cap de la Força de Maniobra de l'Exèrcit de Terra. En juny de 2000 deixà el càrrec i fou nomenat Representant d'Espanya davant el Comitè Militar de l'OTAN i de la Unió Europea. En juny de 2003 fou nomenat encarregat de defensa i seguretat a l'Oficina de Reconstrucció i Ajuda Humanitària a l'Iraq, càrrec que va deixar el desembre de 2003.